# Nová Kyselka
Nová Kyselka (do roku 1950 Rydkéřov, německy Rittersgrün) je malá vesnice, část obce Kyselka v okrese Karlovy Vary v Karlovarském kraji. Nachází se asi 1,5 kilometru jihozápadně od Kyselky. Nová Kyselka je také název katastrálního území o rozloze 1,91 km².

## Historie
První písemná zmínka o vesnici pochází z roku 1465.

## Obyvatelstvo
Při sčítání lidu v roce 1921 ve vsi žilo 149 obyvatel (z toho 68 mužů) německé národnosti a římskokatolického vyznání. Podle sčítání lidu z roku 1930 měla vesnice 168 obyvatel: čtyři Čechoslováky, 162 Němců a dva cizince. S výjimkou dvou evangelíků se hlásili k římskokatolické církvi.
| Rok            | 1869 | 1880 | 1890 | 1900 | 1910 | 1921 | 1930 | 1950 | 1961 | 1970 | 1980 | 1991 | 2001 | 2011 | 2021 |
| -------------- | ---- | ---- | ---- | ---- | ---- | ---- | ---- | ---- | ---- | ---- | ---- | ---- | ---- | ---- | ---- |
| Počet obyvatel | 118  | 125  | 152  | 159  | 158  | 142  | 168  | 79   | 36   | 45   | 49   | 38   | 39   | 69   | 50   |
| Počet domů     | 21   | 25   | 27   | 29   | 32   | 33   | 34   | 31   | 31   | 14   | 14   | 12   | 17   | 20   | 21   |

## Obecní správa
Při sčítání lidu v letech 1869–1890 Nová Kyselka byla osadou obce Stráň v okrese Karlovy Vary. V letech 1900–1930 byla samostatnou obcí v okrese Karlovy Vary. Od roku 1949 je částí obce Kyselka, se kterým patřila nejprve do okresu Karlovy Vary-okolí, ale od roku 1960 v okrese Karlovy Vary.

## Pamětihodnosti
- Kaple z druhé poloviny 19. století